# Udinese Calcio
Udinese Calcio, zkráceně jen Udinese je italský fotbalový klub hrající v sezóně 2024/25 v 1. italské fotbalové lize sídlící ve městě Udine v regionu Furlansko-Julské Benátsko.
Klub byl založen 30. listopadu roku 1896 jako Società Udinese di Ginnastica e Scherma a je druhým nejstarším klubem v Serii A (za Janovem CFC). Federace klub registrovala v roce 1911. Již v sezoně 1913/14 klub hraje nejvyšší soutěž. Hraje ji až do sezony 1922/23 když sestoupí do druhé ligy.
V sezoně 1950/51 hrají zase nejvyšší soutěž. Velký úspěch, ale pak neúspěch byl v sezoně 1954/55. Klub se v tabulce umístil na 2. místě, jenže po skončení sezony se přišlo na korupci kterou klub konal v sezoně 1952/53 při sestupových zápasů. Byl nakonec přeřazen do druhé ligy. Špatné období klub zažívá od sezony 1963/64 když začínají hrát třetí ligu, hrají ji do sezony 1977/78 když se již klub přejmenuje na Udinese Calcio. Zpět do nejvyšší ligy se dostávají na sezonu 1979/80. V sezoně vyhrávají i Středoevropský pohár.
Evropské poháry hrál klub celkem 15 sezon (prvně 1997/98 a naposled 2013/14). Ligu mistrů hrál 3 sezony (2005/06, 2011/12, 2012/13). Největší úspěch je čtvrtfinále ze sezony 2008/09.
Serii A klub hraje již 54 sezonu (nepřetržitě od sezony 1995/96). Nejlepší umístění bylo 2. místo v sezoně 1954/55 (sestoupil za korupci). V Italském poháru je největší úspěch finále v sezoně 1922.
Ve druhé lize klub odehrál 23 sezon a vyhrál ji 3×.
Jejich typickými barvami jsou bílá a černá, proto se jim přezdívá Bianconeri nebo Zebrette.

## Změny názvu klubu
- 1897 – 1910/11 – Società Udinese di GS (Società Udinese di Ginnastica e Scherma)
- 1911/12 – 1918/19 – AC Udine (Associazione del Calcio Udine)
- 1919/20 – 1924/25 – AS Udinese (Associazione Sportiva Udinese)
- 1925/26 – 1977/78 – AC Udinese (Associazione Calcio Udinese)
- 1978/79 – Udinese Calcio (Udinese Calcio)

## Získané trofeje

### Vyhrané domácí soutěže
- 2. italská liga (3×)

1924/25, 1955/56, 1978/79
- 3. italská liga (3×)

1929/30, 1948/49, 1977/78

### Vyhrané mezinárodní soutěže
- Středoevropský pohár (1×)

1979/80
- Pohár Intertoto (1×)

2000

#### Medailové umístění
| Medaile umístění | Sezona           |
| ---------------- | ---------------- |
| Serie A          | 1954/55          |
| Serie A          | 1997/98, 2011/12 |
| Italský pohár    | 1922             |

## Soupiska
Aktuální k 3. 2. 2025
| Číslo |                   | Pozice | Hráč                      |
| ----- | ----------------- | ------ | ------------------------- |
| 5     | Argentina         | Z      | Martin Payero             |
| 6     | Španělsko         | Z      | Oier Zarraga              |
| 7     | Chile             | Ú      | Alexis Sánchez            |
| 8     | Slovinsko         | Z      | Sandi Lovric              |
| 9     | Anglie            | Ú      | Keinan Davis              |
| 10    | Francie           | Ú      | Florian Thauvin (kapitán) |
| 11    | Pobřeží slonoviny | O      | Hassane Kamara            |
| 14    | Francie           | Z      | Arthur Atta               |
| 16    | Itálie            | O      | Matteo Palma              |
| 17    | Itálie            | Ú      | Lorenzo Lucca             |
| 19    | Nizozemsko        | O      | Kingsley Ehizibue         |
| 21    | Španělsko         | Ú      | Iker Bravo                |
| 22    | Brazílie          | Ú      | Brenner                   |
| 25    | Švédsko           | Z      | Jesper Karlström          |
| 27    | Belgie            | O      | Christian Kabasele        |
| 278   | Francie           | O      | Oumar Solet               |

| Číslo |            | Pozice | Hráč               |
| ----- | ---------- | ------ | ------------------ |
| 29    | Slovinsko  | Z      | Jaka Bijol         |
| 30    | Argentina  | O      | Lautaro Giannetti  |
| 31    | Dánsko     | O      | Thomas Kristensen  |
| 32    | Nizozemsko | Z      | Jurgen Ekkelenkamp |
| 33    | Zimbabwe   | O      | Jordan Zemura      |
| 34    | Belgie     | Ú      | Sekou Diawara      |
| 37    | Francie    | O      | Axel Guessand      |
| 40    | Nigérie    | B      | Maduka Okoye       |
| 66    | Itálie     | B      | Edoardo Piana      |
| 77    | Angola     | Z      | Rui Modesto        |
| 79    | Slovinsko  | Z      | David Pejičić      |
| 90    | Rumunsko   | B      | Răzvan Sava        |
| 93    | Itálie     | B      | Daniele Padelli    |
| 95    | Francie    | O      | Isaak Touré        |
| 99    | Chile      | Ú      | Damián Pizarro     |

## Účast v ligách
| Úroveň soutěže | Název soutěže (nynější název) | První hraná sezona | Poslední hraná sezona | celkem odehraných sezon |
| -------------- | ----------------------------- | ------------------ | --------------------- | ----------------------- |
| 1              | Serie A                       | 1913/14            | 2024/25               | 59                      |
| 2              | Serie B                       | 1923/24            | 1994/95               | 23                      |
| 3              | Serie C                       | 1928/29            | 1977/78               | 24                      |

Historická tabulka Serie A od sezony 1929/30 do 2023/24.
| Celkové místo | Odehraných sezon | Celkem bodů | Celkem zápasů | Celkem výher | Celkem remíz | Celkem proher | Celkové skore |
| ------------- | ---------------- | ----------- | ------------- | ------------ | ------------ | ------------- | ------------- |
| 12            | 52               | 2044        | 1790          | 571          | 530          | 689           | 2246:2524     |

## Fotbalisté

### Tabulky

#### Podle oficiálních zápasů
| Počet utkání | Počet utkání      | Počet utkání |  | Počet branek | Počet branek      | Počet branek |
| Pořadí       | Jméno             | Počet        |  | Pořadí       | Jméno             | Počet        |
| 1.           | Antonio Di Natale | 446          |  | 1.           | Antonio Di Natale | 227          |
| 2.           | Valerio Bertotto  | 404          |  | 2.           | Walter D'Odorico  | 109          |
| 3.           | Giampiero Pinzi   | 355          |  | 3.           | Vincenzo Iaquinta | 69           |
| 4.           | Danilo Larangeira | 282          |  | 4.           | Lorenzo Bettini   | 67           |
| 5.           | Dino Galparoli    | 280          |  | 5.           | Abel Balbo        | 65           |

### Rekordní přestupy
| Nákup  | Nákup              | Nákup     | Nákup        | Nákup         |  | Prodej | Prodej          | Prodej    | Prodej          | Prodej         |
| Pořadí | Jméno              | sezona    | klub         | částka        |  | Pořadí | Jméno           | sezona    | klub            | částka         |
| 1.     | Rolando Mandragora | 2018/2019 | Juventus     | 20 mil. Euro  |  | 1.     | Rodrigo de Paul | 2021/2022 | Atlético Madrid | 35 mil. Euro   |
| 2.     | Hassane Kamara     | 2022/2023 | Watford      | 19 mil. Euro  |  | 2.     | Márcio Amoroso  | 1999/2000 | Parma           | 28 mil. Euro   |
| 3.     | Gerard Deulofeu    | 2020/2021 | Watford      | 17 mil. Euro  |  | 3.     | Alex Meret      | 2019/2020 | Neapol          | 26 mil. Euro   |
| 4.     | Beto Betuncal      | 2022/2023 | Portimonense | 15 mil. Euro  |  | 4.     | Alexis Sánchez  | 2011/2012 | Barcelona       | 26 mil. Euro   |
| 5.     | Brenner            | 2023/2024 | Cincinnati   | 10 mil. Euro  |  | 5.     | Beto Betuncal   | 2023/2024 | Everton         | 25 mil. Euro   |
| 6.     | Rodrigo de Paul    | 2016/2017 | Valencia     | 10 mil. Euro  |  | 6.     | Stefano Fiore   | 2001/2002 | Lazio           | 25 mil. Euro   |
| 7.     | Roberto Muzzi      | 1999/2000 | Cagliari     | 10 mil. Euro  |  | 7.     | Juan Musso      | 2021/2022 | Atalanta        | 20,5 mil. Euro |
| 8.     | Stefano Fiore      | 1999/2000 | Parma        | 9,7 mil. Euro |  | 8.     | Nahuel Molina   | 2022/2023 | Atlético Madrid | 20 mil. Euro   |
| 9.     | Ignacio Pussetto   | 2018/2019 | Huracán      | 8 mil. Euro   |  | 9.     | Juan Cuadrado   | 2013/2014 | Fiorentina      | 20 mil. Euro   |
| 10.    | Davide Faraoni     | 2012/2013 | Inter        | 8 mil. Euro   |  | 10.    | Destiny Udogie  | 2022/2023 | Tottenham       | 18 mil. Euro   |

### Nejlepší střelci v soutěžích
| Nejlepší střelci v 1. lize (4 prvenství) | Nejlepší střelci v 2. lize (1) | Nejlepší střelci v pohárech (2)      |
| ---------------------------------------- | ------------------------------ | ------------------------------------ |
| Oliver Bierhoff (1997/98) 27 branek      | Abel Balbo (1990/91) 22 branek | Antonio Di Natale (2014/15) 4 branky |
| Márcio Amoroso (1998/99) 22 branek       |                                | Maxi López (2017/18) 4 branky        |
| Antonio Di Natale (2009/10) 29 branek    |                                |                                      |
| Antonio Di Natale (2010/11) 28 branek    |                                |                                      |

### Na velkých turnajích

#### Vítězové Mistrovství světa
- Franco Causio (MS 1982)
- Vincenzo Iaquinta (MS 2006)

#### Účastníci Mistrovství světa
- Edinho (MS 1986)
- Abel Balbo (MS 1990)
- Néstor Sensini (MS 1990)
- Thomas Helveg (MS 1998)
- Martin Jørgensen (MS 1998)
- Oliver Bierhoff (MS 1998)
- Martin Jørgensen (MS 2002)
- Siyabonga Nomvethe (MS 2002)
- Winston Parks (MS 2002)
- Asamoah Gyan (MS 2006)
- Sulley Muntari (MS 2006)
- Samir Handanović (MS 2010)
- Kwadwo Asamoah (MS 2010)
- Aleksandar Luković (MS 2010)
- Mauricio Isla (MS 2010)
- Alexis Sánchez (MS 2010)
- Gökhan Inler (MS 2010)
- Simone Pepe (MS 2010)
- Antonio Di Natale (MS 2010)
- Emmanuel Agyemang-Badu (MS 2014)
- Hassan Yebda (MS 2014)
- Jens Stryger Larsen (MS 2018)
- Emil Hallfreðsson (MS 2018)
- Valon Behrami (MS 2018)
- Enzo Ebosse (MS 2022)

#### Vítěz Mistrovství Evropy
- Oliver Bierhoff (ME 1996)

#### Účastníci Mistrovství Evropy
- Igor Šalimov (ME 1996)
- Thomas Helveg (ME 1996)
- Fabio Rossitto (ME 1996)
- Stefano Fiore (ME 2000)
- Martin Jørgensen (ME 2000)
- Morten Bisgaard (ME 2000)
- Martin Jørgensen (ME 2004)
- Per Krøldrup (ME 2004)
- Marek Jankulovski (ME 2004)
- Gökhan Inler (ME 2008)
- Antonio Di Natale (ME 2008)
- Fabio Quagliarella (ME 2008)
- Antonio Di Natale (ME 2012)
- Emil Hallfreðsson (ME 2016)
- Jens Stryger Larsen (ME 2020)
- Jaka Bijol (ME 2024)
- Sandi Lovrić (ME 2024)
- Lazar Samardžić (ME 2024)

#### Vítězové Copa América
- Márcio Amoroso (CA 1999)
- Rodrigo de Paul (CA 2021)
- Juan Musso (CA 2021)
- Nahuel Molina (CA 2021)

#### Účastníci Copa América
- Mauricio Pineda (CA 1997)
- David Pizarro (CA 1999)
- Alexis Sánchez (CA 2011)
- Mauricio Isla (CA 2011)
- Juan Cuadrado (CA 2011)
- Pablo Armero (CA 2011)
- Cristián Zapata (CA 2011)
- Iván Piris (CA 2015)
- Iván Piris (CA 2016)
- Rodrigo de Paul (CA 2019)
- Juan Musso (CA 2019)

#### Vítěz Afrického poháru národů
- Hazem Emam (APN 1998)

#### Účastníci Afrického poháru národů
- Mohammed Gargo (APN 1998)
- Stephen Appiah (APN 2000)
- Mohammed Gargo (APN 2000)
- Siyabonga Nomvethe (APN 2002)
- Siyabonga Nomvethe (APN 2004)
- Christian Obodo (APN 2006)
- Asamoah Gyan (APN 2008)
- Kwadwo Asamoah (APN 2010)
- Kwadwo Asamoah (APN 2012)
- Emmanuel Agyemang-Badu (APN 2012)
- Mahdí Benatía (APN 2012)
- Emmanuel Agyemang-Badu (APN 2013)
- Mahdí Benatía (APN 2013)
- Molla Wague (APN 2015)
- Emmanuel Agyemang-Badu (APN 2015)
- Molla Wague (APN 2017)
- Emmanuel Agyemang-Badu (APN 2017)
- William Troost-Ekong (APN 2019)

#### Účastníci Olympijských her
- Amos Mariani (OH 1952)
- Tarcisio Burgnich (OH 1960)
- Stefano Rossini (OH 1992)
- Raffaele Ametrano (OH 1996)
- Morgan De Sanctis (OH 2000)
- Massimo Margiotta (OH 2000)
- David Pizarro (OH 2000)
- Giampiero Pinzi (OH 2004)
- Asamoah Gyan (OH 2004)
- Marco Motta (OH 2008)
- Andrea Coda (OH 2008)
- Bruno Fernandes (OH 2016)
- Ali Adnan Kadhim (OH 2016)

### Česká stopa
- Marek Jankulovski (2002–2005)[5]
- Tomáš Sivok (2007/08) [1]
- Tomáš Zápotočný (2007/08)[1]
- Zdeněk Zlámal (2008) neodehrál žádný zápas [6]
- Matěj Vydra (2010/11)[7]
- Jakub Jankto (2016–2018)[8]
- Antonín Barák (2017–2020) [9]